# エリザヴェータ・ヤロスラヴナ
エリザヴェータ・ヤロスラヴナ（ウクライナ語: Єлисавета Ярославна、ノルウェー語（ブークモール）:Ellisiv、1025年? - 1067年頃）は、キエフ大公ヤロスラフ1世の次女（第4子、母はスウェーデン王女インゲゲルド(ru)）である。ノルウェー王ハーラル3世（在位はおそらく1046年 - 1066年）と結婚し、ノルウェー王妃となった。

## 生涯
エリザヴェータはキエフの宮廷で育ち、高度な教育を受けた。1043年から1044年にかけての冬にハーラルと結婚した。ハーラルはこの時キエフ大公国のヤロスラフ1世に仕えていた。エリザヴェータはハーラルとの間にマリヤ(en)とインゲゲルド(en)という2人の娘を産んだが、1048年には既に、夫のハーラルはノルウェーの豪族の娘を2人目の妻として迎え入れていた。この妻からは、後にノルウェー王となるマグヌス(ru)とオーラヴ(ru)（マグヌス2世とオーラヴ3世）が産まれている。
1066年9月25日、スタンフォード・ブリッジの戦いでハーラルは戦死した。エリザヴェータと娘たちもこの遠征に同行し、オークニー諸島にとどまっていた。とあるサガによれば、ハーラルが死亡した同日・同時刻に、エリザヴェータの娘のマリヤも死亡したという。エリザヴェータともう一人の娘のインゲゲルドはノルウェーに帰還した。一説によれば、後にエリザヴェータは再婚したというが、確かなことは知られていない。
娘のインゲゲルドはデンマーク王オーロフ1世(ru)と結婚し、デンマーク王妃となった。

## 人物同定の根拠
14世紀直前までのルーシの史料には、「エリザヴェータ」という名前を記したものはない。また、同時代までのルーシの年代記（レートピシ）にも、キエフ大公ヤロスラフ1世の娘の生涯に関する情報はない。現在知られている「ヤロスラフの娘・エリザヴェータ」に関する情報は、ルーシ以外の史料から摘出してまとめられたものであり、キエフの聖ソフィア大聖堂に残された肖像画の題詞も同様である。本頁のノルウェー王ハーラル3世の妻と、ヤロスラフの娘の一人とを同一人物と推定している根拠は、ヤロスラフの娘のスラヴ語の名前であるオリサヴァが、スカンジナヴィア語のエリシフ系（ノルウェー語であればEllisiv）の名前の転化したものであるという点である。

## 文学作品
ロシアの歴史小説家E.ドヴォレツカヤ(ru)の歴史小説『ハーラルの財宝』において、エリザヴェータはメインヒロインとして登場している。